# バルハトワ (小惑星)
バルハトワ (5781 Barkhatova) は小惑星帯にある小惑星。ニコライ・チェルヌイフがクリミア天体物理天文台で発見した。
ロシア人天文学者のクラウディヤ・バルハトワに因んで名付けられた。